# Lamborghini Cheetah
De Lamborghini Cheetah was een off-roadprototype gebouwd in 1977 voor Lamborghini.

## Geschiedenis
De Lamborghini Cheetah was Lamborghini's eerste poging om een off-road wagen te bouwen. Het prototype werd uiteindelijk gebouwd door Mobility Technology International, die dat weer deden in opdracht van het Amerikaanse leger die een nieuwe  all-terrain vehicle wilden. De basis van het design werd bedacht door MTI en was gebaseerd op het model FMC's XR311 prototype, ontwikkeld voor het Amerikaanse leger in 1970. Dit resulteerde in een rechtszaak van FMC tegen MTI en Lamborghini in 1977, toen de Cheetah werd gepresenteerd tijdens Autosalon van Genève. De XR311 en de  Cheetah worden beschouwd als voorlopers van de huidige Humvee.